# Pratylenchus penetrans
Pratylenchus penetrans je hlístice patřící do skupiny kořenových endoparazitů.

## EPPO kód
PRATPE

## Synonyma patogena

### Vědecké názvy
Podle EPPO je pro patogena s označením Pratylenchus penetrans používáno více rozdílných názvů, například Tylenchus penetrans.

## Zeměpisné rozšíření
Pratylenchus penetrans je endemický hlavně v mírném pásmu. Výskyt je znám ze Spojených států, z Evropy, Austrálie, Kanady, Egypta, Asie či Jižní Afriky.

## Popis
Pratylenchus penetrans je hlístice o velikosti 0,5 mm, typicky červovitého tvaru. V ústní dutině háďátek je silný dutý bodec.
Hlístice napadající hrách a zelí měly v laboratorních testech vyšší procento samic s vroubkovaným ocasem než ty parazitující u rajčat, žita, řepy či vojtěšky. Hlístice z hrachu byly delší a širší a byly i jinak odlišné než jedinci z meristémové kultury. Populace z různých zeměpisných oblastech také vykazovaly variabilitu v morfologických znacích.

## Biologie
Má široké spektrum hostitelů, napadá více než 350 druhů rostlin, například jabloně, třešně, jehličnany, růže, rajče, brambory, kukuřici, cukrovou řepu, a mnoho dalších. Z okrasných cibulovin parazituje na tulipánech, hyacintech, mečíku, kosatci a liliích.
Pratylenchus penetrans je endoparazit přenosný půdou, kde se aktivně pohybuje. Podobně jako všechny hlístice se rozmnožuje pohlavně. Samice klade vajíčka do kořenů rostlin nebo do půdy. Po vylíhnutí mladé hlístice prochází třemi stupni vývoje, poté jsou pohlavně dospělé. Celý životní cyklus trvá 30 až 86 dnů a je silně závislý na teplotě. Nejkratší bývá při 30 °C.
Larvy a dospělci patogena napadají kořeny rostlin, kde se živí obsahem jejich buněk. Drobné kořínky hynou a dochází k vážným nekrózám celého kořenového systému. Pletiva kořínků po vysátí rychle nekrotizují a na jejich povrchu jsou patrné lokální nekrózy o velikosti 2–3 mm. Tyto léze bývají zprvu červenohnědé, později dále tmavnou a kořen, často i činností druhotných patogenů, odumírá.

## Význam
Pratylenchus penetrans působí nejvýznamnější škody z háďátek na severovýchodě USA. Patogen se obvykle šíří z rostlinných zbytků a zásobních orgánů, šíří se s zamořenou půdou. Háďátka jsou schopna přežívat v půdě několik let ve stavu anabiózy.

### Ochrana rostlin
Díky svému širokému spektru hostitelů je střídání plodin obvykle neúčinné. Lze použít preemergentně nematocidy. Některé odrůdy pěstovaných rostlin jsou tolerantní k této hlístici.